# NGC 59
NGC 59 (również PGC 1034) – galaktyka eliptyczna (E-S0), znajdująca się w gwiazdozbiorze Wieloryba. Odkrył ją 10 listopada 1885 roku Ormond Stone. Galaktyka NGC 59 należy do grupy galaktyk w Rzeźbiarzu.